# Поној
Поној (рус. Поно́й) река је која протиче преко централних и источних делова Кољског полуострва на подручју Мурманске области на крајњем северозападу европског дела Руске Федерације. Са дужином тока од 426 km највећа је река у Мурманској области. Припада басену Белог мора. Целом дужином свога тока протиче преко територије Ловозерског рејона.
Река Поној свој ток започиње у западном делу побрђа Кејви на неких педесетак километара источно од језера Ловозеро, тече у смеру истока, а у Бело море улива се у централном делу Терске обале.
Укупна дужина водотока је 426 km, док је површина сливног подручја око 15.500 km². Просечан проток у зони ушћа је око 175 m³/s, максималан око 3.500 m³/s. Највиши водостај је у другој половини маја и почетком јуна кад се топи снег и лед. Обале Поноја су доста ниске и деломично замочварене у горњем и средњем делу тока, док у доњем делу тока имају карактеристике плитких кањона. У кориту се налазе бројни брзаци. Река има углавном нивални режим храњења. Река је под ледом од краја октобра до средине маја.
Најважније притоке су Пурнач (140 km), Кукша (80 km), Пјатчема (68 km) и Колмак (53 km).